# 1671 Chaika
1671 Chaika este un asteroid din centura principală, descoperit pe 3 octombrie 1934, de Grigori Neuimin.